# Meseta de Uncompahgre
La Meseta de Uncompahgre (en inglés: Uncompahgre Plateau) se localiza en el oeste de Colorado en Estados Unidos, y se trata de una parte importante y distintiva de la meseta de Colorado. Uncompahgre es una palabra nativa "Ute" describe el agua:. "Agua sucia" o "Rocas que hacen al agua roja" 
La meseta, con una altitud media de 9.500 pies (2.900 m), se eleva desde el río Colorado 4.600 pies (1.400 m)  al Pico Horsefly 10.300 pies (3100 m). Continúa en cerca de 90 millas (140 kilómetros) al sureste de la margen noroeste de las montañas de San Juan. Sus límites son los ríos de San Miguel y Dolores al oeste, el río Colorado en el norte y los ríos Gunnison y Uncompahgre en el lado oriental.